# Creurgops
Creurgops és un gènere d'ocells de la família dels tràupids (Thraupidae).

## Taxonomia
Segons la Classificació del Congrés Ornitològic Internacional (versió 14.2, 2024) aquest gènere està format per dues espècies:
- Creurgops verticalis - tàngara de coroneta canyella.
- Creurgops dentatus - tàngara pissarrosa.